# 小行星7932
小行星7932（英語：7932 Plimpton）是一颗围绕太阳公转的小行星。1989年4月7日，埃莉諾·赫琳在帕洛马山发现了此天体。
这颗小行星的绝对星等为119.08108等。